# Opera Mathematica
Opera Mathematica és el títol abreujat d'un llibre sobre matemàtica del qual és autor Francisci Vietae (François Viète).
També hi ha una altra Opera Mathematica de Christopher Clavius (1538-1612).
El títol sencer és Opera mathematica in unum volumen congesta ac recognita.
El 1646, el corpus d'aquesta obra va ser impresa per Frans van Schooten, professor a la Universitat de Leiden. Va ser ajudat per Jacques Golius i Mersenne.
En aquesta obra Vieta dona a l'àlgebra uns fonaments tan sòlids com els de la geometria. Ell va crear la primera àlgebra simbòlica en fer això no va dubtar a dir que amb aquesta nova àlgebra tots els problemes es podien resoldre (non nullum problema solvere).
Vieta va ser el primer matemàtic a introduir notacions pel problema i com a resultat l'àlgebra ja no estaria més limitada a establir regles. Vieta marcà el final de l'àlgebra medieval (des d'Al-Khwarizmi a Stevin).